# Alexei Sivakov
Alexei Sivakov, né le 7 janvier 1972 à Moscou, est un coureur cycliste russe. Professionnel de 1996 à 2005, il a notamment remporté le Circuito Montañés. Il est le mari de Aleksandra Koliaseva et le père du coureur cycliste Pavel Sivakov.

## Biographie
Il a participé trois fois au Tour de France avec l'équipe française Big Mat-Auber 93 et cinq fois aux championnats du monde de cyclisme sur route avec l'équipe nationale russe. En 2007, il est devenu directeur sportif au sein de l'équipe Moscow Stars. De 2008 à 2010, il est directeur sportif au sein de la formation Katyusha Continental. Il travaille ensuite dans la distribution de cycles en Russie.

## Vie personnelle
Avec Aleksandra Koliaseva, championne du monde du contre-la-montre par équipes en 1993 et deuxième du Tour d'Italie en 1989, ils ont un fils, Pavel Sivakov, également cycliste.

## Palmarès
- 1993
  - 2e du Tour de Hesse
- 1994
  - Tour de Serbie
- 1998
  - Circuito Montañés :
    - Classement général
    - 1re et 2e étapes

  - 2e du championnat de Russie du contre-la-montre
- 2000
  - 3e du championnat de Russie sur route
- 2001
  - Prix du Léon
- 2003
  - 2e du Circuit de la Sarthe
  - 2e du Prix des blés d'or
  - 3e du Prix d'Armorique

## Résultats sur les grands tours

### Tour de France
3 participations
- 1998 : 87e
- 1999 : 93e
- 2001 : 104e

### Tour d'Italie
2 participations
- 1996 : 70e
- 1997 : 47e

### Tour d'Espagne
1 participation
- 2002 : 126e